# Lenija alközség
Lenija alközség harmadik szintű közigazgatási egység Albánia délkeleti részén, Gramsh városától légvonalban 21, közúton 32 kilométerre délkeleti irányban, a Valamara-hegység délnyugati vidékén. Elbasan megyén belül Gramsh község része. Székhelye Shënepremtja (vagy Lenija), további települései Bicaj, Grabova e Poshtme, Grabova e Sipërme, Kurata és Valth. A 2011-es népszámlálás alapján az alközség népessége 779 fő. Grabova e Sipërme a 17–18. században Grabova néven az albániai arománok egyik fontos települése volt.

## Földrajza és fekvése
Lenija a Valamara-hegység délnyugati, közép- és magashegységi vonulataiban fekszik, délnyugati részén a Devoll völgyével érintkezik. Keleti peremén emelkedik a hegység legmagasabb csúcsa, a Valamara-hegy (Maja e Valamarës, 2373 m), de az alközség területén csaknem tucatnyi további hegy magasodik 2000 méter felé: Varri i Plakës (2263 m), Lenija-hegy (Maja e Lenies, 2211 m), Imer bég hegye (Maja e Imer Beut, 2188 m), Top-szikla (Gur i Topit, 2119 m), Çuma-hegy (Maja e Çumës, 2117 m) stb. Innen nyugati irányban már völgyekkel szabdalt középhegységi vonulatok uralják a tájat, amelyekből északon a Komjan-hegy (Maja e Komjanit, 1791 m), délen pedig a Sogora-hegy (Maja e Sogorës, 1656 m) csúcsai emelkednek ki. A vidék fő vize a közeli Devollba folyó Grabova, amelyet számos, az alközség területén eredő hegyi patak táplál (Stroja, Sharra, Keserishta stb.). A Valamara-hegyen tucatnyi kisebb-nagyobb gleccsertó található, területük 0,5 és 3 hektár között váltakozik. Az alközség legnagyobb állóvize a Shënepremtjától keletre fekvő Fekete-tó (Liqen i Zi, 3 ha). Az alközség úthálózata fejletlen, a Devoll völgyében futó SH71-es főúttal szezonálisan járható út köti össze az alközség központját, Shënepremtját.

## Története és nevezetességei
Történelmileg a terület központja a mai Grabova e Sipërme, az albániai arománok egyik fontos települése volt; innen az egész vidék elnevezése Grabova volt. Az aromán falu 17–18. századi virágzásának tanúja a műemléki védelmet élvező Szent Miklós-templom (Kisha e Shën Kollit), valamint több kőhíd. A későbbiekben a hajdan sűrűn beerdősült vidék híres volt favágóiról (grabovarët) és fűrészárujáról, napjainkra már csak a Lenija-hegyet borítják erdők. Grabova e Poshtme közelében középkori eredetű várrom látogatható.
A környék természeti értékei a Valamara-hegységen kívül a gyógyhatásúnak tartott, de hideg vizű Fekete-tó (Liqen i Zi), környéke kedvelt kempinghelyszín, valamint a Grabova felső folyásának Shënepremtja és Grabova e Sipërme falvak közötti szűk völgye, a Kopaç-szurdok (Kanioni i Kopaçit).